# NGC 3161
NGC 3161 este o galaxie activă situată în constelația Leul Mic. A fost descoperită în 1 februarie 1886 de către Guillaume Bigourdan⁠(d).